# Северная Каролина

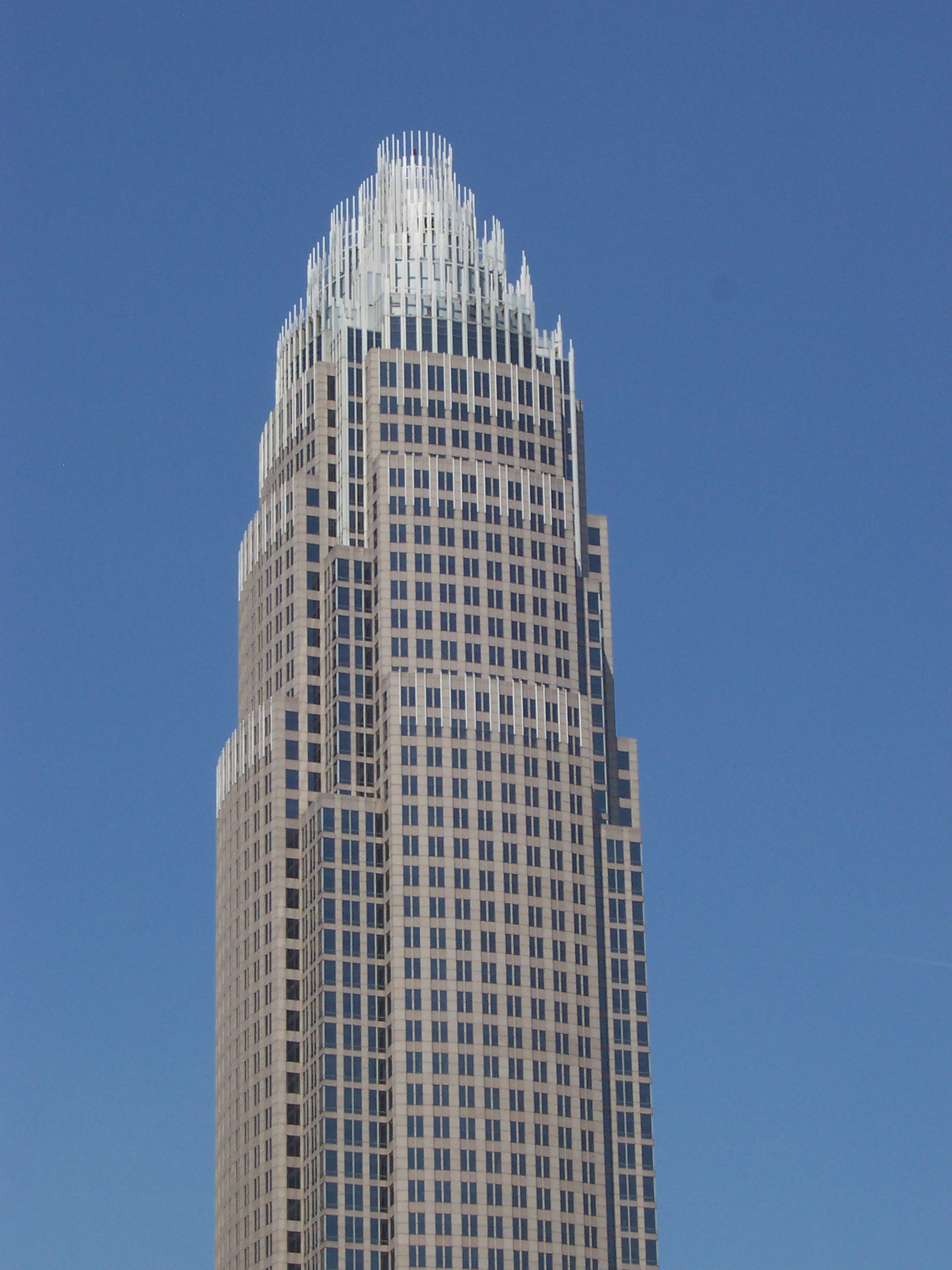
Корпоративный центр Банка Америки — Список самых высоких зданий Северной Каролины (с 1991 года по настоящее время), 26-е по высоте в США и 174-е по высоте в мире

Се́верная Кароли́на (англ. North Carolina, американское произношение: [ˌnɔrθ ˌkærəˈlaɪnə] (слушать)о файле) — штат на востоке США, один из так называемых Южно-Атлантических штатов. Столица — город Роли. Население — 10 453 948 (2020).
Названа в честь английского короля Карла II. Официальное прозвище — «Штат дегтярников» (англ. Tarheel State).

## История
Первоначально населённая множеством индейских племён, включая чероки, Северная Каролина была первой американской территорией, которую англичане попытались колонизировать. Знаменитый английский придворный, авантюрист и поэт сэр Уолтер Рэли (Роли), именем которого названа столица штата, основал две колонии на побережье современной Северной Каролины в конце 1580-х, но обе попытки не увенчались успехом. Исчезновение одной из них на острове Роанок остаётся одной из самых больших загадок американской истории.
Название «Каролина» впервые появилось в королевской хартии 1629 года и происходило от имени короля Карла I (лат. Carolus). Это название повторилось в хартиях 1663 и 1665 года. К концу XVII века на её территории, которая включала также Южную Каролину и Теннесси, обосновались несколько постоянных поселений, образовав провинцию Каролина. В 1705 году англичанин Джон Лоусон купил землю на реке Памлико и принял участие в основании города Бат, первого города Северной Каролины. После возвращения в Англию он опубликовал книгу «Новое путешествие в Каролину», которая способствовала привлечению многих иммигрантов в колонию. В 1712 году Северная Каролина стала управляться специальным вице-губернатором. Семнадцать лет спустя она получила статус королевской колонии — образовалась провинция Северная Каролина. В апреле 1776 года Северная Каролина стала первой колонией, пославшей делегатов в Континентальный Конгресс голосовать за независимость от британской короны.
Северная Каролина — одна из тринадцати колоний, которые восстали против британского правления во время американской Революции.
21 ноября 1789 года Северная Каролина ратифицировала Конституцию и стала двенадцатым штатом в Союзе.
Между американской Войной за независимость и Гражданской войной Северная Каролина проводила меры по установлению органов власти на уровне штата и местных органов власти. В 1840 году закончилось строительство государственного здания Капитолия в Роли.
В середине столетия сельские и коммерческие районы штата стали более связанными благодаря строительству 129-мильной (208-километровой) деревянной дороги, сделанной в основном из досок, известной как «железная дорога фермера», от Фейетвилла на востоке к Бетании (к северо-западу от Уинстон-Сейлема).

### Гражданская война
В 1860 году Северная Каролина была рабовладельческим штатом с населением немного меньше 1 млн человек. Приблизительно одна треть населения были рабами. Было также приблизительно 30 000 свободных чернокожих, проживающих в штате. Будучи несколько разделенной во мнении о том, кого поддерживать, Север или Юг в Гражданской войне, Северная Каролина была последним штатом, который вышел из Союза в 1861 году.
Губернатор Эллис, глава штата в начале войны в 1861 года, в ответ на призыв президента Линкольна предоставить 75 000 солдат, чтобы подавить «восстание», ответил: «Вы не можете получить никаких войск из Северной Каролины». Однако, под его лидерством и потом при его преемнике, губернаторе Зебалоне Бэрд Вэнс Ашвиле, избранном в 1862 году, штат действительно предоставил 125 000 солдат для Конфедерации (Южные Штаты), больше, чем любой другой штат Юга.
Непосредственно в самой Северной Каролине больших битв не было. Все войска этого штата в основном сражались во всех главных битвах в северной Вирджинии. Самое большое сражение, которое произошло в Северной Каролине, было при Бентонвилле. Это была тщетная попытка генерала Конфедерации Джозефа Джонстона замедлить продвижение генерала Союза Уильяма Шермана в Каролину весной 1865 года. Генерал Джонстон сдался около Дарема вместе с одной из самых больших армий Конфедерации в конце апреля 1865 года. Произошло это через несколько недель после того, как генерал Роберт Ли сдался в Аппоматтоксе. Заключительная капитуляция Северной Каролины произошла в Уэйнсвилле в Западной Северной Каролине в мае, когда остатки «Легиона черокезов Томаса» сложили оружие.

### XX век
В XX веке Северная Каролина стала лидером в сельском хозяйстве и промышленности. Объём промышленного производства штата — главным образом текстиль, химикалии, электрическое оборудование, бумага и бумажные продукты — занимал восьмое место в стране в начале 1990-х. Табак, один из самых ранних источников дохода Северной Каролины, остается жизненно важным для местной экономики. Сравнительно недавно, технология стала движущей силой в штате, особенно с созданием «треугольника науки» между Роли, Даремом и Чапел-Хиллом в 1950-х году.

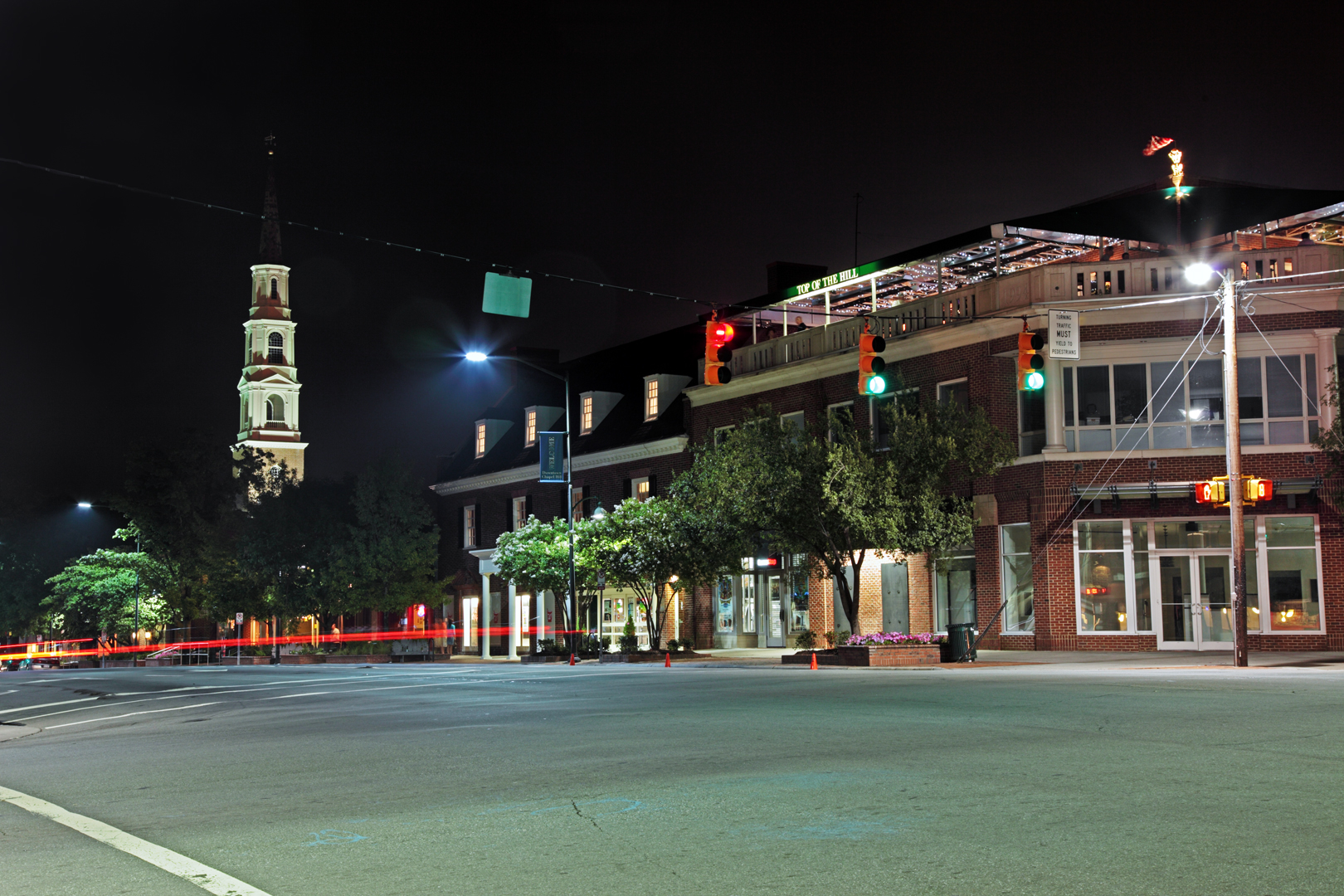
Франклин-стрит

В 2018 году, несмотря на отсутствие запрета на законодательном уровне, в штате Северная Каролина не осталось ни одной школы, где бы официально не воспрещалось ударить ученика учителю. На тот момент в последнем школьном районе, где еще это практиковалось, путем голосования было отменено.

## Государственный строй
Законодательный орган — Генеральная Ассамблея (General Assembly), состоит из Сената и Палаты Представителей. Сенат (Senate), состоит из 50 членов, избирающих из своего состава временного председателя Сената (President Pro Tem of the Senate). Палата Представителей (House of Representatives) состоит из 120 членов, избирающих из своего состава Спикера (Speaker) и временного спикера (Speaker pro Tempore).
Исполнительную власть осуществляют — Государственный Совет и Кабинет. Государственный Совет (Council of State) состоит из Губернатора Северной Каролины (Governor of North Carolina), Лейтенант-Губернатора Северной Каролины (Lieutenant Governor of North Carolina), государственного секретаря (Secretary of State), генерального прокурора (Attorney General), государственного казначея (State Treasurer), государственного аудитора (State Auditor), комиссара сельского хозяйства (Commissioner of Agriculture), комиссара страхования (Commissioner of Insurance), комиссара труда (Commissioner of Labor), суперинтенданта общественного образования (Superintendent of Public Instruction), избираемых населением на 4 года. Кабинет (Cabinet) состоит из 10 секретарей (Secretary), назначаемых губернатором Северной Каролины.
Высшая судебная инстанция — Верховный Суд (Supreme Court) состоит из главного судьи (chief justice) и 5 ассоциированных судей (associate justices). Имеется Апелляционный Суд (Court of Appeals), состоящий из главного судьи (Chief Judge) и 14 судей (judges).

## География
Штат граничит с Виргинией на севере; Теннесси на западе; Джорджией на юго-западе и Южной Каролиной на юге.
На территории штата, в округе Эш, берёт начало река Нью-Ривер — самая древняя река в Северной Америке.

## Климат
По классификации климата Кёппена, климат Северной Каролины характеризуется как влажный субтропический с жарким летом (Cfa)
На территории штата преобладает субтропический климат, признаки которого наиболее заметны в непосредственной близости к Атлантическому океану. Летом температура воздуха варьируется от 20 °C до 32 °C

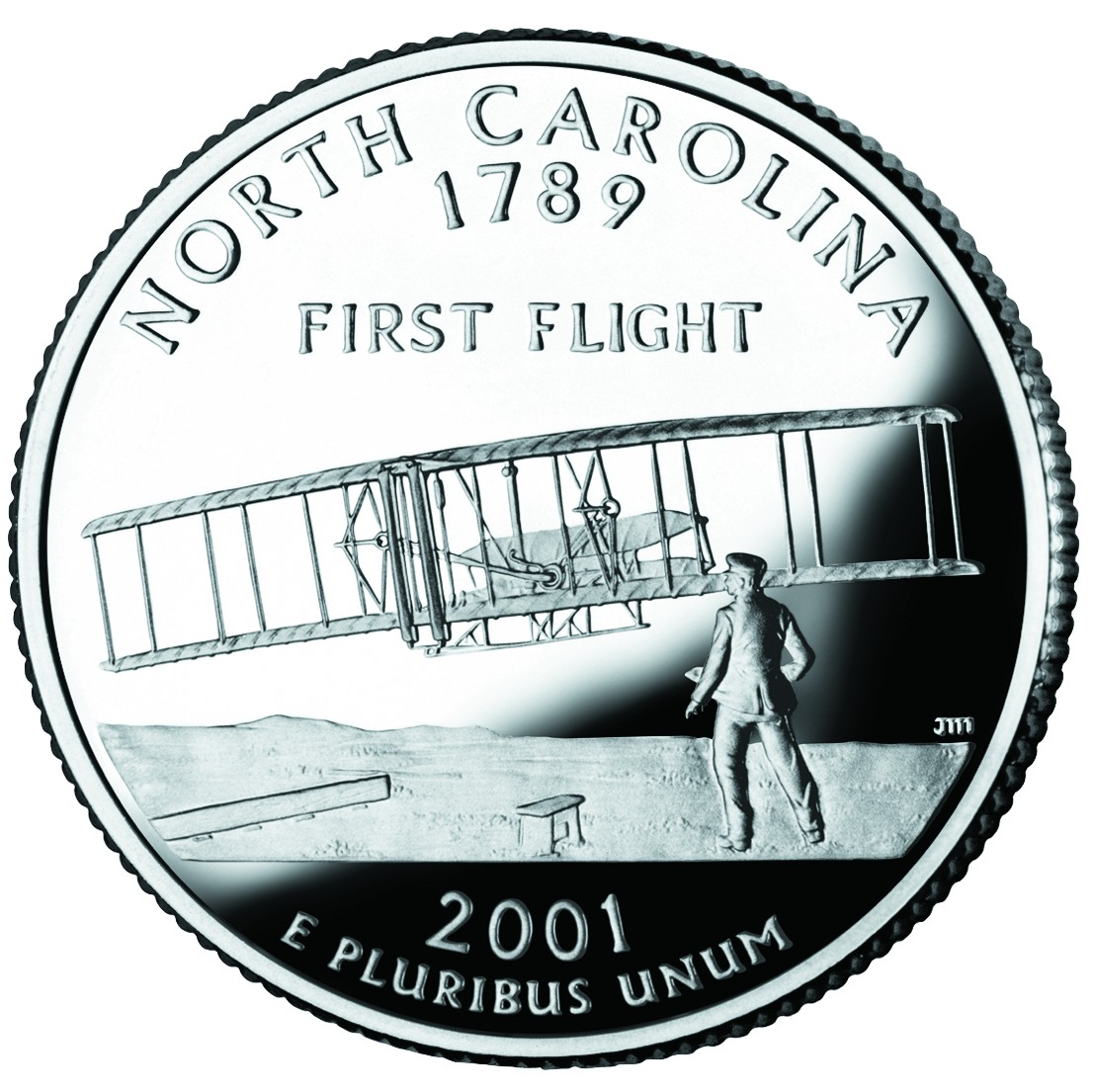
Монета 25 центов, посвящённая штату